# Hypeuryntis coricopa
Hypeuryntis coricopa är en fjärilsart som beskrevs av Edward Meyrick 1897. Hypeuryntis coricopa ingår i släktet Hypeuryntis och familjen plattmalar. Inga underarter finns listade i Catalogue of Life.